# Epicauta conferta
Epicauta conferta är en skalbaggsart som först beskrevs av Thomas Say 1824.  Epicauta conferta ingår i släktet Epicauta och familjen oljebaggar. Inga underarter finns listade i Catalogue of Life.